# 黑芝麻糊

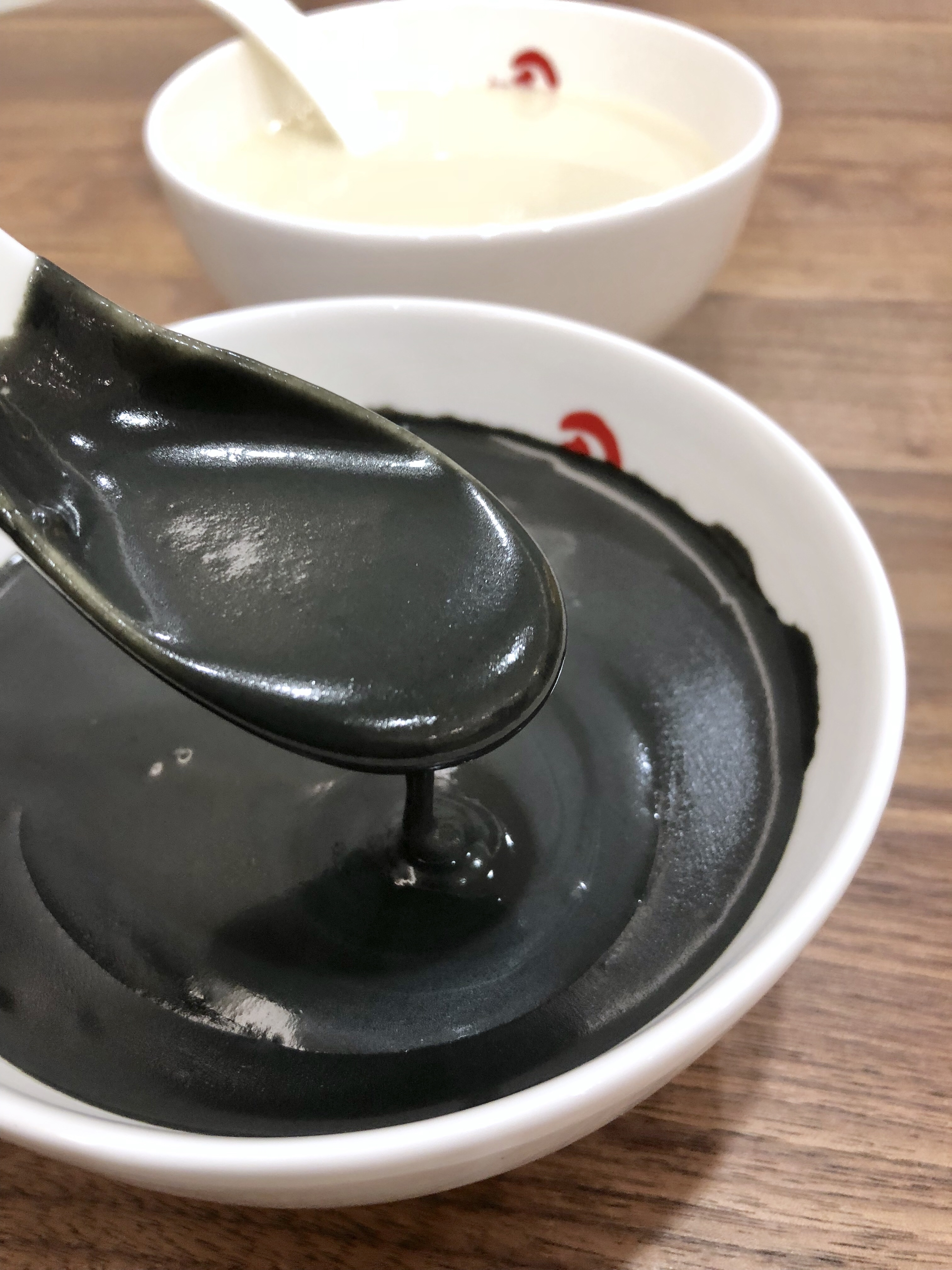
黑芝麻糊

黑芝麻糊一般簡稱芝麻糊，是用黑芝麻做成的糊状小吃，是一道中國傳統美食。將黑芝麻磨成末狀後，用溫水或沸水沖開，就可以食用了。尤其是在冬天時食用，可以溫暖身體。常用的材料有黑芝麻，白芝麻，冰片糖和花生等。少數還會加入少量米穀類等食材增加黏稠度與飽足感。